# 충적 평야

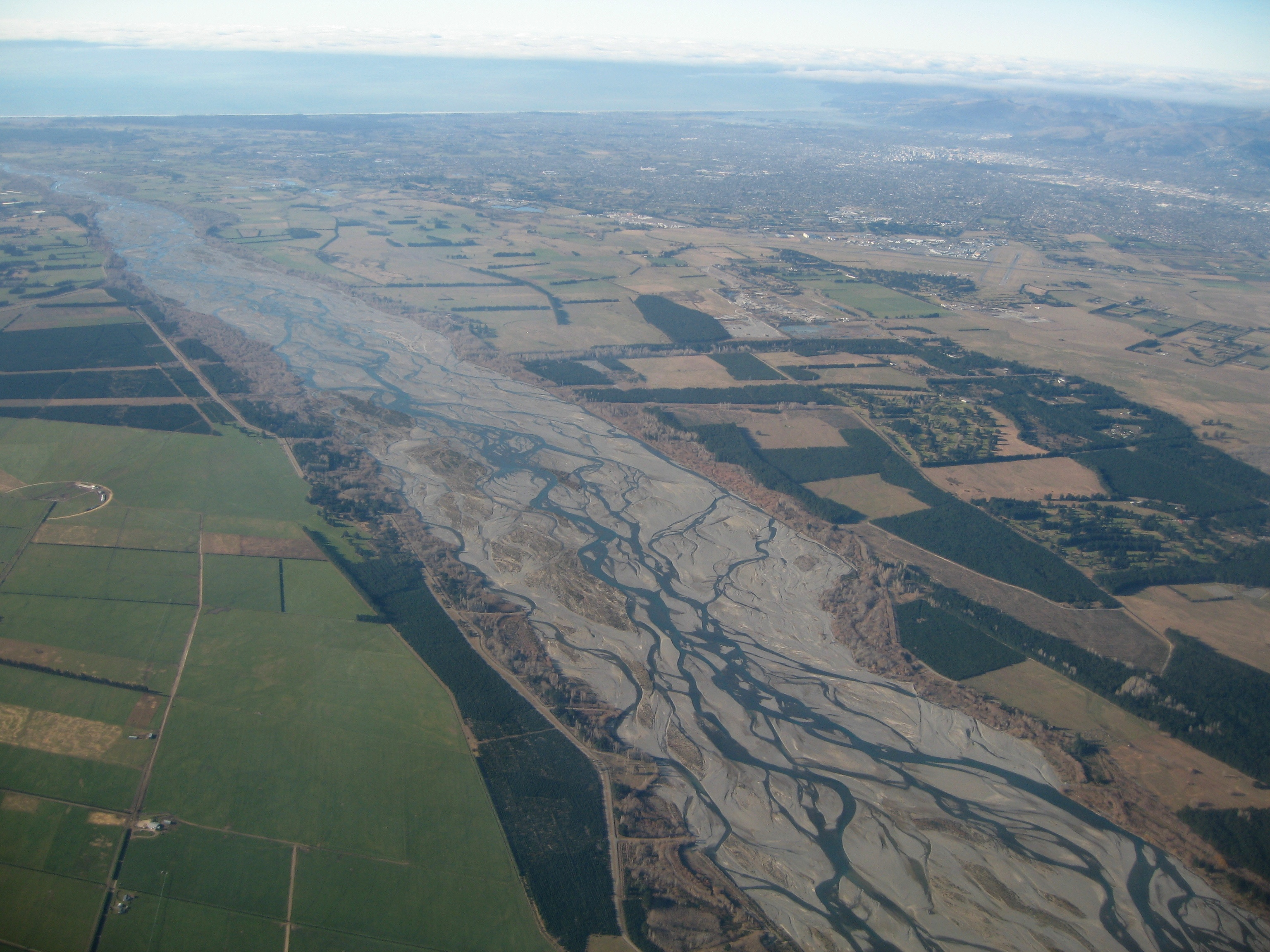
충적 평야

충적 평야(沖積平野)는 하천에 의해 운반된 자갈·모래·진흙 등이 범람하여 연안의 낮은 땅에 퇴적되어 만들어진 평야를 말한다. 충적 평야라는 명칭은 지질 시대의 마지막 시대, 즉 현대를 일컫는 충적세에서 유래되었다.

## 같이 보기
- 선상지
- 범람원
- 삼각주